# Олимпијски стадион у Хелсинкију
Олимпијски стадион у Хелсинкију (фин. Helsingin olympiastadion; швед. Helsingfors Olympiastadion) је стадион у Хелсинкију, главном граду Финске. Највећи је стадион у држави, а данас се углавном користи за спортске манифестације и велике концерте.
Стадионом управља „Стадион фундација“, у чијем одбору се налазе представници општине Хелсинки, Министарства просвете и главних спортских организација. Капацитет стадиона је 39.000 гледалаца, док је за концерте зависно од величине бине 45.000-50.000.
Стадион је најпознатији по томе што је био центар активности Летњих олимпијских игара 1952. Он је међутим изграђен да буде домаћин Летњих олимпијских игара 1940, које су премештене из Токија у Хелсинки пре него што су отказане због Другог светског рата. Стадион је био домаћин светских првенстава у атлетици на отвореном 1983. и 2005, као и европских првенстава у атлетици на отвореном 1971, 1994. и 2012. Такође је био један од домаћина Европског првенства у фудбалу за жене 2009, а на њему је одиграно и финале.

## Историја
Изградња стадиона је почела 12. фебруара 1934, а свечано је отворен 12. јуна 1938. Архитекте Јрје Линдегрен и Тојиво Јенти су дизајнирали Олимпијски стадион у функционалистичком стилу. Стадион је у потпуности модернизован у периоду 1990-1994, док је реновиран 2005. пред Светско првенство у атлетици на отвореном.
Капацитет стадиона је био највећи током Летњих олимпијских игара 1952, када је могао да прими око 70 хиљада гледалаца, а управо на церемонији отварања је забележења највећа посета од 70.435 гледалаца.
Торањ стадиона је изразита знаменитост са висином од 72.71 метара, што је резултат са којим је Мати Јервинен освојио злато у бацању копља на Летњим олимпијским играма 1932.